# Schlossgut Groß Schwansee

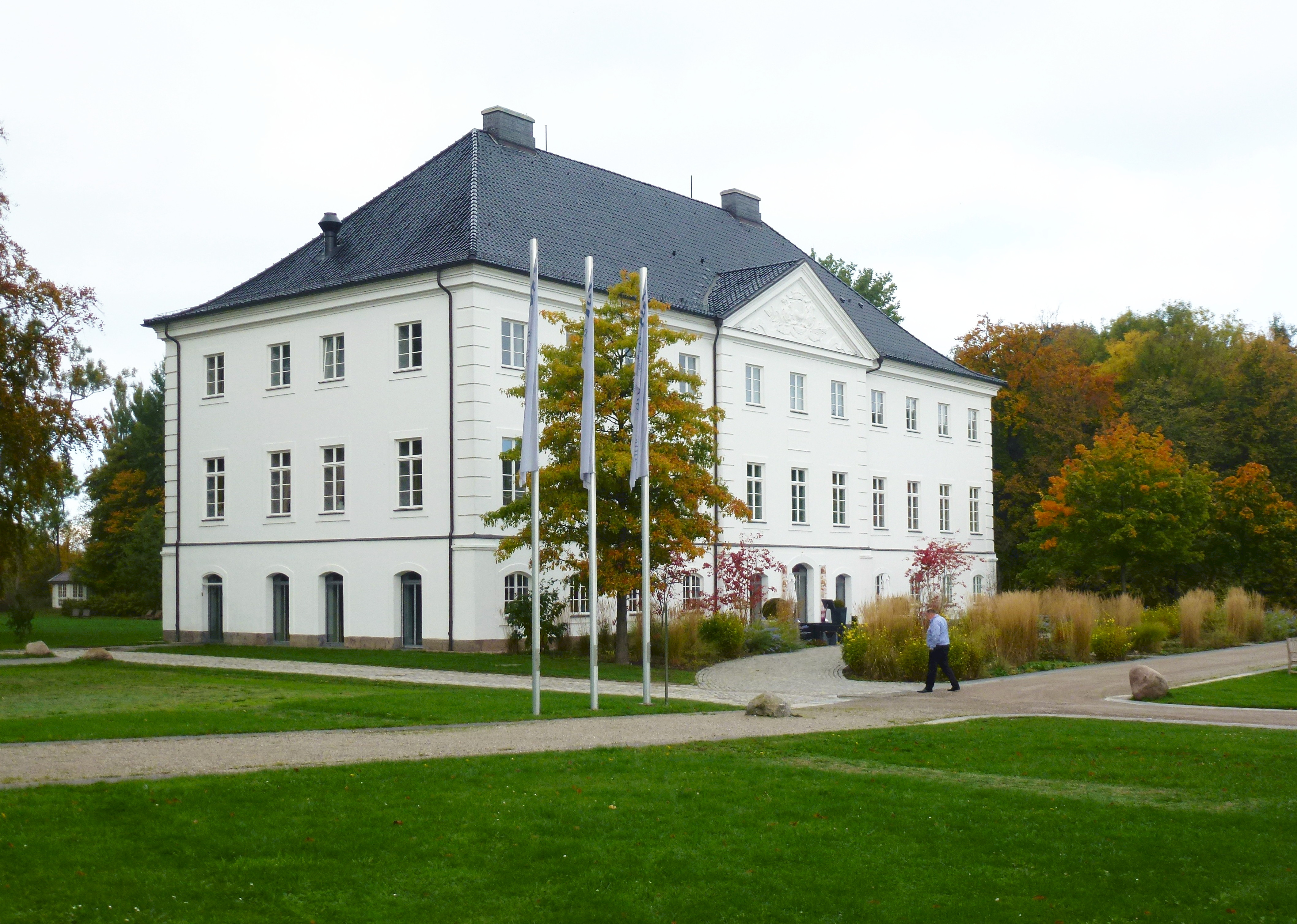
Schlossgut Groß Schwansee, das Herrenhaus am Ende des früheren Wirtschaftshofs

Das Schlossgut Groß Schwansee ist eine im 18. Jahrhundert im barocken Stil errichtete und im klassizistischen Stil umgebaute Gutsanlage im Ortsteil Groß Schwansee der Gemeinde Kalkhorst in Mecklenburg-Vorpommern. Das Herrenhaus dient seit 2004 als Hotel und Tagungszentrum.

## Geschichte

### Gut Groß Schwansee
1745 erbaute Freiherr Wilhelm Ludwig Hartwig von Both, dessen Familie aus Westfalen stammte, das elfachsige, spätbarocke Hauptgebäude in unmittelbarer Nähe zur Lübecker Bucht. Im Jahr 1780 ging es in den Besitz der Grafen von Brockdorff über. Um 1800 besaß es mit Nebengut in Klein Schwansee der aus Hamburg stammende und 1801 in Wien in den Reichsadelsstand nobilitierte Gottlieb von Haeseler (1756–1813), verheiratet zu Schloss Lütgenhof mit Henriette Freiin von Eyden (1773–1852). Ihnen folgte als Gutsherr der auf Schwansee geborene Sohn Leutnant Gottlieb jun. von Haeseler (1805–1892), liiert mit Blandine Sophia Katharina Becker (1815–1897), sie schenkte ihm zehn Kinder. Seine Familie lebte zuletzt in Naumburg. Der nächste Erbe Gottlieb III. von Haeseler (1833–1854) fiel als k. u. k. Oberleutnant. Seine beiden Schwestern Blandine und Adelhaide sind noch in Schwansee aufgewachsen, der spätere kgl. preuß. Major Theodor von Haeseler 1838 in Grapenstieten; Albert von Haeseler wiederum sowie Ernestine und Adolf von Haeseler wurden in Hasenwinkel geboren. Zuletzt in Schwansee wurden geboren die jung verstorbene Elise (1845–1848). Alle nachfolgenden Kinder der Familie von Haeseler-Schwansee wuchsen woanders auf.
1850 erwarb der Hamburger Kaufmann Johann Heinrich Schröder das Gut und wurde 1868 in den Freiherrenstand erhoben. Sein Nachfahre, Johann Heinrich (John Henry) Freiherr von Schröder (1784–1883), übernahm die Güter. Dessen Enkel Heinrich (1852–1927), Ehrenritter des Johanniterordens, führte die Besitzungen mit Klein Schwansee weiter. Ihnen folgte der Sohn des letzteren, Johann Heinrich Freiherr von Schröder, zunächst in einer Erbengemeinschaft. Dem Handbuch zu den Rittergütern zufolge umfasste der Gesamtbesitz (mit Klein Schwansee) 778 Hektar. Hauptsächlich wurde, wie auf vielen Gütern in Mecklenburg, die Schafswirtschaft betrieben. Bis 1945 blieben Groß Schwansee und Klein Schwansee im Besitz dieser Familie.
Nach dem Zweiten Weltkrieg wurde die Gutswirtschaft aufgelöst und das Herrenhaus in der DDR-Zeit unterschiedlich genutzt. Zunächst waren darin Flüchtlinge untergebracht, später befanden sich darin eine Schule und ein Internat. Wegen seiner nur 300 Meter vom Strand der Lübecker Bucht entfernten Lage gehörte das Gut zum Sperrgebiet der DDR-Grenze. Zum Strand erstreckt sich eine 300 Meter lange Lindenallee; ein Kolonnenweg zur Überwachung des Küstenstreifens führte hinter dem Dünengürtel am Grundstück entlang. Nach der Wende stand das Gebäude zunächst leer.

### Nutzung nach 1999

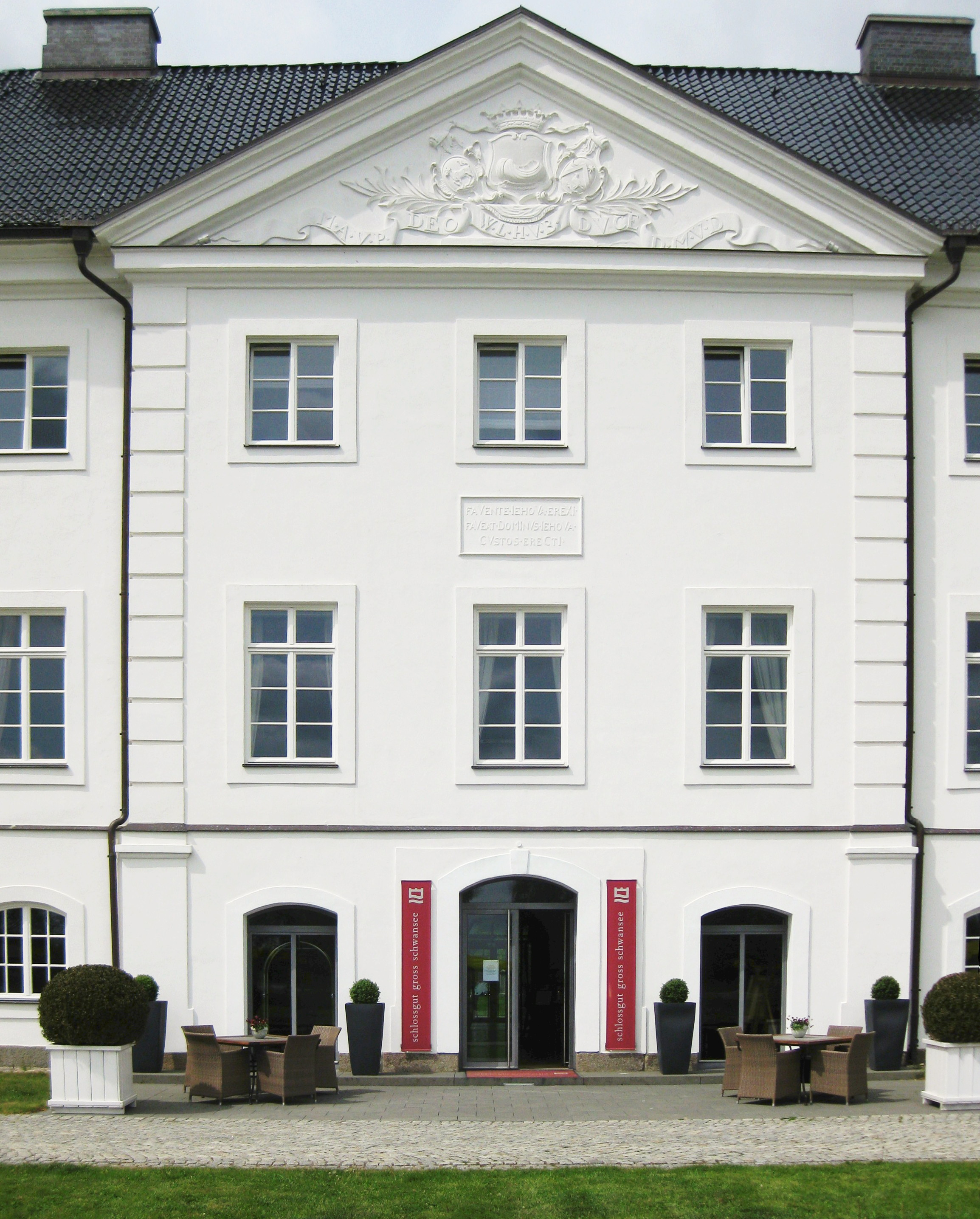
Mittelrisalit

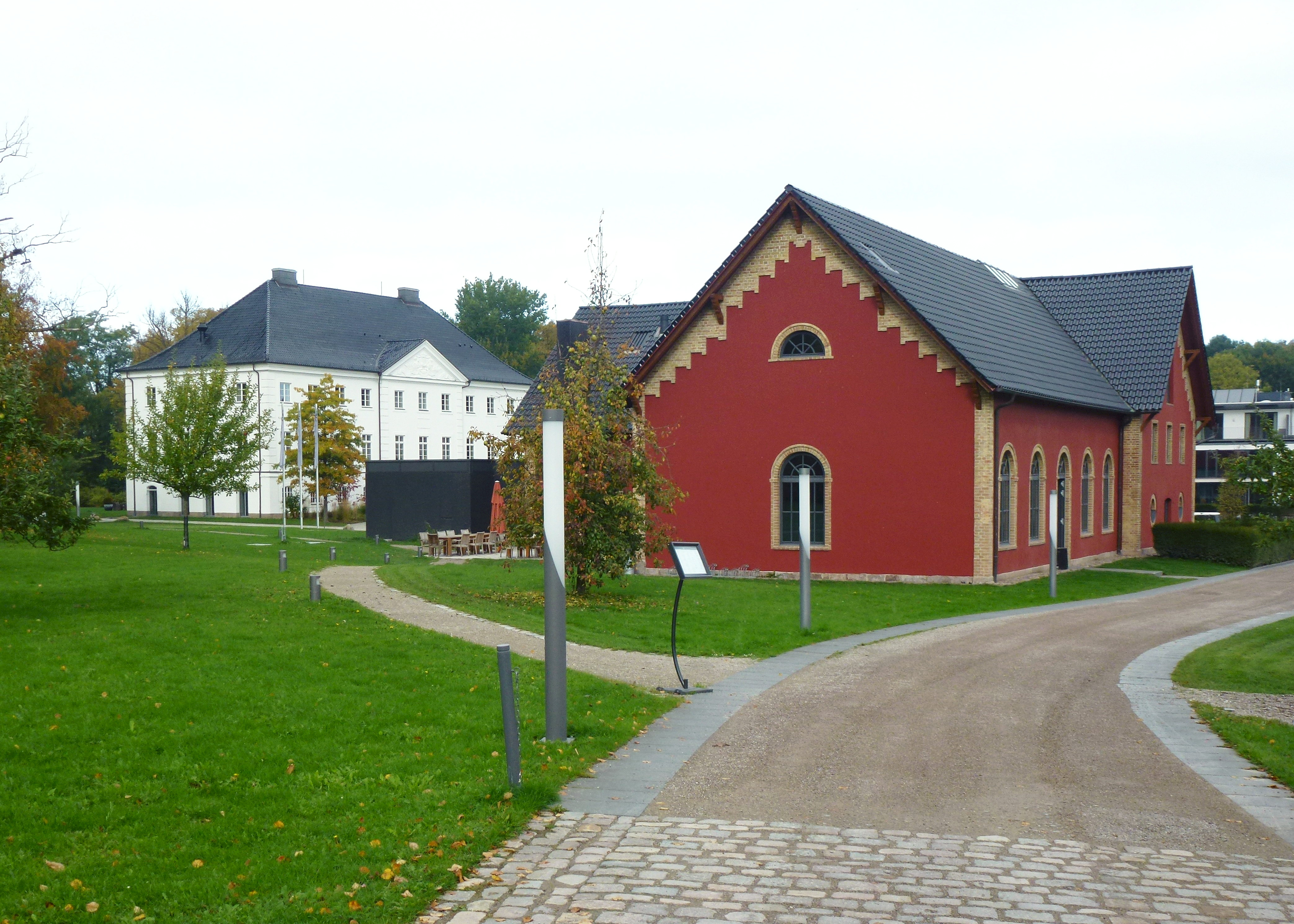
Schloss und ehemaliger Stall

1999 kaufte die Silvius Dornier GmbH & Co KG den Komplex. 2002 wurde das Schlossgut als Hotel eröffnet. Im Schlossgut befindet sich außerdem das Schlossrestaurant. Bis 2007 wurde es zu den besten Restaurants in Mecklenburg-Vorpommern gezählt. Im Schlemmer Atlas wird es 2010 mit zwei Kochlöffeln bewertet.
Im Jahr 2005 wurden im Schlossgut Aufnahmen für den Kinderfilm Paulas Geheimnis gedreht.
Bei der Bundesgartenschau 2009 war Groß Schwansee einer von drei Außenstandorten im Kreis Nordwestmecklenburg.

## Gebäude
Der Hof, das Herrenhaus und eine zur Ostsee führende Sichtachse sind nach Nordwesten ausgerichtet, die Anlage ist bis in die Gegenwart in ihren barocken Grundzügen erhalten. Groß Schwansee ist in seinem symmetrischen Aufbau verwandt mit den benachbarten Anlagen von Schloss Johannstorf und Schloss Bothmer. Der Hof wurde ursprünglich von typischen Gebäuden einer Gutswirtschaft, wie Scheunen und Stallungen gesäumt, von denen bis auf das Reithaus keines mehr erhalten ist. 2008 wurde mit dem Bau eines zweigeschossigen Bettenhauses begonnen, das als neues Hofgebäude seit Sommer 2009 fertiggestellt ist und das mit dem gegenüberliegenden Reithaus die einstige Symmetrie der Anlage erneuert.

### Herrenhaus
Das Herrenhaus wurde 1745 im Stil des Barock errichtet und später im Stil des Klassizismus umgebaut. Es handelt sich um einen schlossartigen Bau von elf Fensterachsen in der Breite und vier Achsen in der Tiefe. Das Haus besteht aus einem niedrigen Unter- und zwei Vollgeschossen, bedeckt ist es mit einem großen Walmdach. Das Herrenhaus, das möglicherweise nach dem Vorbild des Corps de Logis auf Schloss Bothmer gestaltet wurde, war ursprünglich backsteinsichtig und erhielt den heutigen, weißen Verputz erst bei der klassizistischen Umgestaltung.
Über dem Eingang im Giebelfeld des Mittelrisalits erinnert ein Allianzwappen an den Bauherrn, seine schon 1724 verstorbene Frau Marie Amalie von Plessen und seine zweite Frau Dorothea Margarete von Dorne. Das Wappenband enthält die Initialen der Vorgenannten und die Devise Deo Duce (lat. mit Gott als Führer). Die Steinplatte darunter enthält als Chronogramm „Favente • Iehova • Erexi • Faveat • Dominvs • Iehova • Cvstos • Erecti •“ (lat.: Durch Gottes Gunst habe ich [das Haus] errichtet; möge der Herrgott [weiterhin] günstig sein [und] Wächter des Errichteten) das Baujahr 1745.

### Ehemaliger Reitstall
Der ehemalige Pferdestall ist ein zweiflügeliges Gebäude, das dem Herrenhaus südlich vorangestellt ist und zu den einstigen Wirtschaftsbauten des Gutshofs gehörte. Es diente seit der Sanierung dem Hotelbetrieb, unter anderem wurde hier eine Gastronomie eingerichtet. Das Land Mecklenburg-Vorpommern unterstützte das Bauvorhaben mit einem Investitionszuschuss.

## Weitere Nutzung
Das Standesamt Klütz bietet Trauungen im Gutshaus an. Im ehemaligen Trafohaus befindet sich eine Wetterstation des Schweizer Meteorologie-Unternehmers Jörg Kachelmann.